# Arnold Meijer

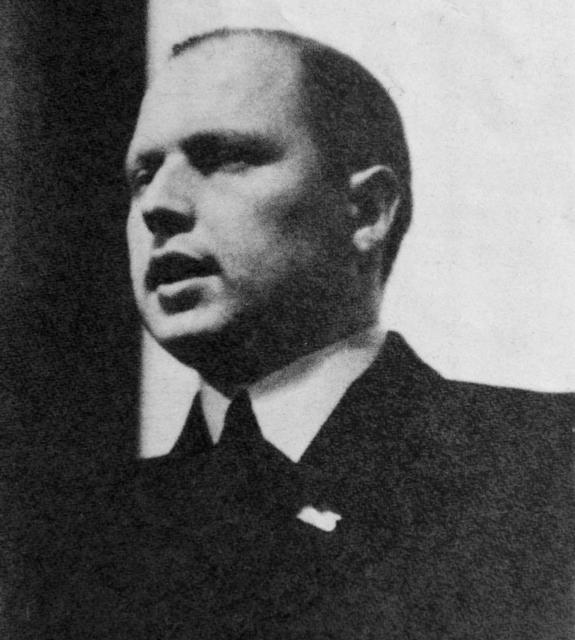
Arnold Meijer

Arnoldus Jozephus (Arnold) Meijer (* 5. Mai 1905 in Haarlemmermeer; † 17. Juni 1965 in Oisterwijk) war ein niederländischer Politiker.

## Leben
Meijer studierte anfänglich Theologie, um katholischer Priester zu werden, beendete aber das Studium, als er Subdiakon war und begann sich für Journalistik zu interessieren. In den Jahren 1933–1934 war er der Propagandaleiter des Algemeene Nederlandsche Fascisten Bond (Allgemeiner Niederländischer Faschistenbund) für Nordbrabant und Zeeland. Im Mai 1934 gründete er die rechtsextrem-antisemitische und antikapitalistische Zwart Front (Schwarze Front). Die Mitglieder kamen teilweise aus dem ANFB und die Partei zielte vornehmlich auf katholische Wähler und Mittelständer ab. Nach der Verurteilung der Zwart Front durch römisch-katholische Bischöfe, die zur Treue an die Königin, Demokratie und die Römisch-Katholische Staatspartei aufriefen, nahm die Anzahl der katholischen Wähler der Zwart Front schnell ab, aus diesem Grunde lösten sich große Teile seiner Anhänger.
Arnold Meijer fühlte sich eher vom italienischen Faschismus als vom deutschen Nationalsozialismus angezogen, obwohl sein anfänglich harter Antisemitismus Gemeinsamkeiten mit dem Nationalsozialismus aufwies. Auffallend ist in diesem Kontext, dass Meijer im Namen der Zwart Front die Judenverfolgung im Deutschen Reich kritisierte und in einem Brief an Adolf Hitler die Judenverfolgung verurteilte.